# Cómodo
Lucio Aurelio Cómodo  (Lanuvium, 31 de agosto de 161-Roma, 31 de diciembre de 192) fue el último emperador de la dinastía Antonina. Gobernó con el nombre de Emperador César Marco Aurelio Cómodo Antonino Augusto  desde el 17 de marzo del año 180 hasta su muerte,  aunque había sido asociado al trono ya en el año 177 al recibir el título de augusto.
Hijo de Marco Aurelio y Faustina la Menor, nació en Lanuvium y fue el último miembro de la dinastía Antonina. El nombre dado aquí es el oficial que recibió a su ascenso al trono; para ver las formas anteriores y posteriores véase el apartado Cambios de nombre.
Su gobierno puede dividirse en dos fases:
- 177-180. Reinado conjunto con su padre, Marco Aurelio. En esta etapa las acciones de Cómodo se pueden definir como moderadas. Entre otras cosas, Cómodo luchó con los ejércitos del Danubio.
- 180-192. Gobierno en solitario. El modo de reinar del joven fue degenerando en una paranoia incontrolable que llevó al Imperio romano a una de sus mayores crisis desde los gobiernos de Calígula, Nerón o Domiciano.

A su muerte, el Imperio se sumió en una época de guerras civiles conocida como el Año de los cinco emperadores. Al término de este conflicto asumió el trono Septimio Severo, quien instauró la dinastía Severa.

## Juventud y ascenso al poder (161-180)

### Infancia
Cómodo nació con el nombre de Lucio Aurelio Cómodo en Lanuvium, cerca de Roma. Era hijo del emperador reinante Marco Aurelio. Su hermano mayor, Tito Aurelio Fulvo Antonino, murió en el año 165. El 12 de octubre de 166 se le otorgó el título de césar junto a su hermano Marco Annio Vero, que murió tres años después al no lograr recuperarse de una operación. La muerte de Vero dejó a Cómodo como el único hijo biológico superviviente de Marco Aurelio.
Marco Aurelio, preocupado por los fallecimientos de todos sus hijos mayores, encomendó a Cómodo a los cuidados de su médico, el célebre Galeno, que lo trató de diversas enfermedades. Cómodo recibió una educación privilegiada de manos de lo que su padre Marco Aurelio llamaba «una abundancia de buenos maestros». De estas palabras de Aurelio se deduce que el enfoque de la educación de Cómodo fue intelectual, probablemente a expensas de la formación militar.

### Adolescencia
Se sabe que en el año 172 Cómodo formó parte del estado mayor de su padre en Carnuntum, base militar de Marco Aurelio durante las guerras marcomanas. Fue probablemente allí donde, el 15 de octubre de 172, Cómodo recibió en presencia del ejército el título de Germanicus tras la victoria de su padre sobre los pueblos germanos. Que se otorgara este título a Cómodo sugiere que el joven heredero estuvo presente durante las batallas finales del conflicto desempeñando un papel importante en ellas. El 20 de enero de 175, Cómodo ingresó en el Colegio de Pontífices, punto de partida de su carrera pública.

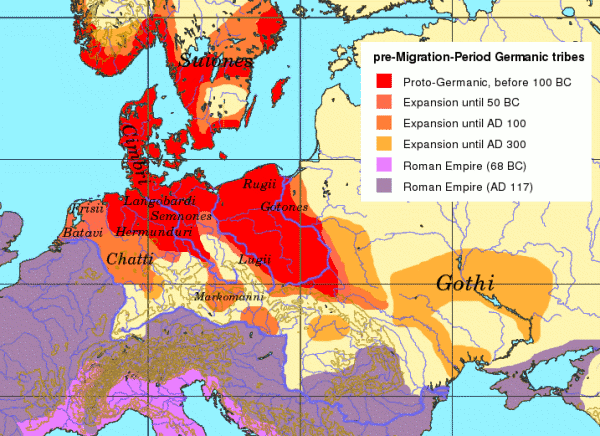
Mapa de la distribución de las tribus germánicas o protogermánicas con las que combatió Marco Aurelio.

En abril de 175, el gobernador de la provincia de Siria, Avidio Casio, se declaró a sí mismo emperador tras la llegada a Oriente de rumores que proclamaban la muerte de Aurelio. Tras ser aceptado como emperador por las provincias de Siria, Palestina y Egipto, Casio continuó con su rebelión a pesar de que los rumores de la muerte del emperador eran falsos. Durante los preparativos de la campaña contra Casio, Cómodo asumió la toga virilis en el frente del Danubio el 7 de julio de 175, entrando de manera oficial en la edad adulta. Sin embargo, la campaña contra Casio nunca se llevó a cabo debido a que el general rebelde fue asesinado por uno de sus centuriones antes de que los ejércitos imperiales pudieran iniciar la marcha.
Posteriormente, Cómodo acompañó a su padre en su largo viaje por las provincias orientales, durante el cual visitó la bella ciudad de Antioquía. El emperador y su hijo también viajaron a Atenas, donde fueron iniciados en los misterios eleusinos. La gira por las provincias rebeldes fue un éxito y el emperador regresó a su capital en otoño de 177.

### Reinado conjunto con Marco Aurelio

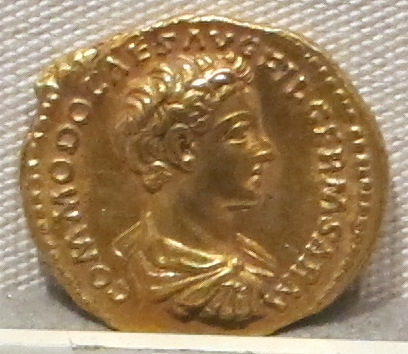
Áureo de Cómodo césar.

Marco Aurelio fue el primer emperador desde el reinado de Vespasiano que nombró como heredero a su propio hijo. La primera característica identitaria de la dinastía Antonina fue la elección de un sucesor por parte del gobernante. Como la mala suerte (o la fortuna) no le proporcionó herederos a Nerva, Trajano, Adriano ni Antonino Pío, el trono pasó en cada caso no en sucesión hereditaria sino a un hombre considerado por el emperador como el mejor para el puesto. Se puede dar explicación al hecho de la elección arbitraria del sucesor admitiendo que no fue norma por defecto sino que, hecho excepcional, cuatro emperadores carecían de descendencia masculina en el momento de su muerte, lo que se ve confirmado por el acceso al trono de Cómodo.
El 27 de noviembre de 176, Marco Aurelio concedió a su hijo el título de imperator y en 177, el emperador otorgó a Cómodo el título de augusto, concediéndole prácticamente sus mismos poderes. La igualdad total de competencias imperiales tuvo lugar el 23 de diciembre de 177, cuando Cómodo fue recompensado con unos poderes muy inusuales entre los herederos: la tribunicia potestas. El 1 de enero de 177 Cómodo se convirtió a la edad de 15 años en el cónsul más joven de toda la historia del Imperio hasta ese momento. Antes de marchar de nuevo con su padre al frente de Danubio en 178, Cómodo contrajo matrimonio con Brutia Crispina. Tras dos años al frente de las operaciones militares del conflictivo frente, Marco Aurelio murió el 17 de marzo de 180, dejando a su hijo como único emperador.

## Reinado solitario (180-192)
Considerando que el reinado de Marco Aurelio se caracterizó por una guerra casi continua, el gobierno de Cómodo se puede considerar relativamente pacífico en términos militares aunque terriblemente inestable y turbulento en la política del Imperio. El reinado de Cómodo no estuvo sujeto a las necesidades de sus súbditos y sus territorios sino a los caprichos del propio emperador. En palabras de Dión Casio:

El reinado de Cómodo marcó la transición de un reino de oro y plata a uno de óxido y hierro.

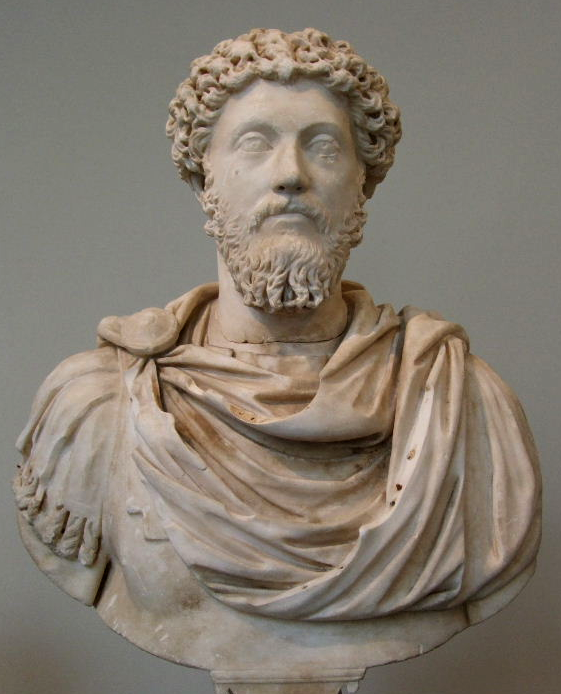
Busto de Marco Aurelio, padre y predecesor de Cómodo.

Esta famosa frase ha llevado a muchos historiadores, de los cuales el más famoso es Edward Gibbon, a tomar el reinado de Cómodo como el comienzo de la Decadencia del Imperio romano.
Por otra parte, a pesar de su notoriedad, y considerando la importancia de su reinado, los años de reinado de Cómodo no están bien documentados. Las principales fuentes historiográficas supervivientes son Dión Casio, contemporáneo y en ocasiones observador de primera mano de los hechos, pero sus escritos de este reinado nos han llegado a través de fragmentos y abreviaturas, Herodiano y la Historia Augusta, poco fiables debido a su naturaleza de obra literaria en vez de obra histórica, con elementos de ficción presentes dentro de ellos.
Cómodo permaneció con los ejércitos del Danubio poco tiempo antes de iniciar las negociaciones de paz con las tribus germanas, que no dudaron en aceptarla debido a su agotamiento. Tras el éxito en las negociaciones, Cómodo regresó a Roma, donde celebró un triunfo el 22 de octubre de 180. A diferencia de sus predecesores Trajano, Adriano, Antonino Pío y Marco Aurelio, parece ser que Cómodo no tuvo jamás interés en las tareas administrativas que conllevaba su puesto y que siguió la tendencia a lo largo de su reinado de impulsar el ascenso de sus favoritos, entre los que se encuentra Saotero, un liberto originario de Nicomedia que llegó a convertirse en su chambelán. Los senadores, descontentos con esta situación, iniciaron una serie de conspiraciones e intentos de golpes de estado, que a su vez provocaron que el modo de hacer las cosas de Cómodo se fuera haciendo progresivamente más despótico y tiránico. Aunque el Senado lo odiara y temiera, las evidencias históricas apuntan a que Cómodo mantuvo su popularidad entre el ejército y el pueblo. El amor que le profesaban los ciudadanos del Imperio no sólo se debía a sus abundantes muestras de generosidad, sino también a los espectaculares juegos de gladiadores que se celebraron durante su reinado. Para pagar la intolerable carga económica que suponía para el Estado la celebración de los juegos, Cómodo impuso un elevado impuesto senatorial que separó todavía más a los dos cuerpos gobernantes del Imperio. Las relaciones entre el Senado y Cómodo se estancaron definitivamente cuando el emperador invirtió de manera provocativa el orden tradicional de los dos poderes del Estado, el Senado y el pueblo («Senatus Populusque Romanus») a («Populus Senatusque...»).

### Conspiraciones de 182

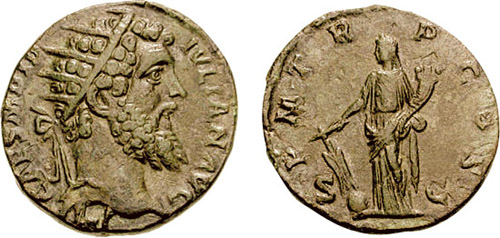
Didio Juliano, futuro emperador romano, se vio implicado en las conspiraciones de 182.

Al comienzo de su reinado, Cómodo, de 18 años de edad, heredó de su padre muchos de sus asesores de alto nivel, entre los que destacan Tiberio Claudio Pompeyano, el segundo marido de su hermana Lucila, su suegro Cayo Brutio Presente, Tito Pomponio Próculo Vitrasio Polión y Gayo Aufidio Victorino, que fue prefecto de la Ciudad de la ciudad de Roma. Las cinco hermanas supervivientes de Cómodo contrajeron matrimonio con rivales potenciales del emperador. Cuatro de ellas tenían mucha más edad que Cómodo, la mayor de las cuales, Lucila, había alcanzado anteriormente el título de Augusta tras su matrimonio con el exemperador Lucio Vero.
La primera crisis de su reinado llegó en el año 182, cuando Lucila conspiró para derrocar a su hermano. La motivación de la rebeldía de Lucila fue probablemente la envidia que suscitaba en ella la emperatriz Brutia Crispina. Su marido Pompeyano no participó en la conspiración, pero sí lo hicieron dos hombres que habían sido acusados de ser sus amantes, Marco Ummidio Cuadrato, cónsul en 167, quien también era su primo hermano, y Apio Claudio Quinciano, que intentaron asesinar a Cómodo cuando entró en el teatro. Estos dos senadores fracasaron en su objetivo y fueron capturados por los guardaespaldas del emperador. Cuadrato y Quintiano fueron ejecutados; Lucila fue exiliada en Capri y más tarde ejecutada. Pompeyano por su parte se retiró de la vida pública. Uno de los dos prefectos del pretorio, Tarrutenio Paterno, estuvo de hecho implicado en la conspiración, pero a pesar de ello no se le descubrió. Posteriormente, él y su colega Tigidio Perenio organizarían el complot para asesinar a Saotero, el odiado chambelán.

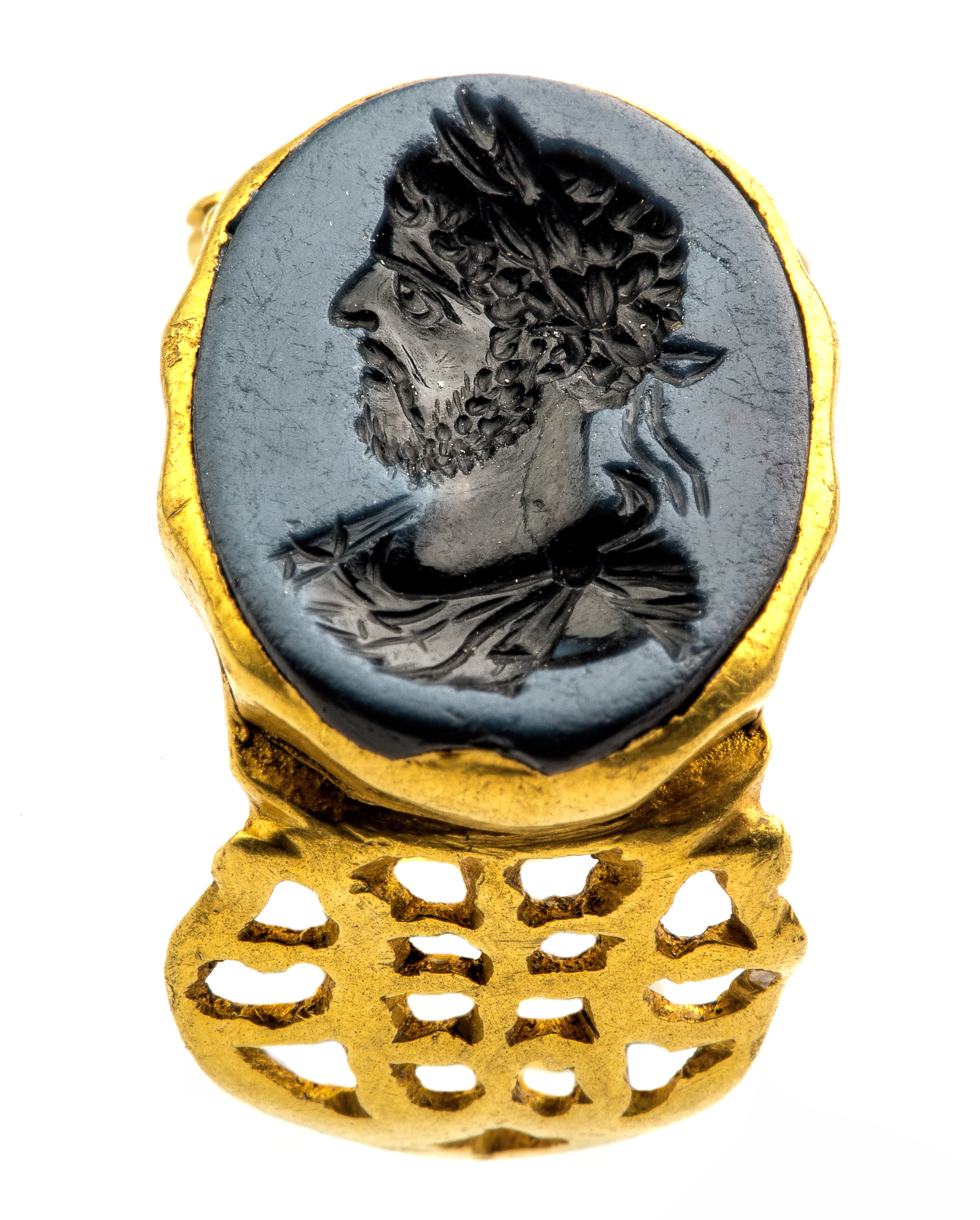
Anillo sello de oro con retrato de Cómodo, encontrado en Tongeren (Bélgica), Museo Galorromano de Tongeren

Cómodo se tomó muy mal el asesinato de Saotero y Perenio aprovechó la oportunidad para tratar de implicar a Paterno en una segunda conspiración contra el emperador dirigida por Publio Salvio Juliano, hijo de Salvio Juliano, el famoso jurista. Salvio y Paterno fueron ejecutados junto con una serie de destacados consulares y senadores. Didio Juliano, el futuro emperador, familiar de Salvio Juliano, fue relevado de su gobierno de la provincia de Germania Inferior. Perenio tomó las riendas del gobierno y Cómodo favoreció el ascenso de su favorito Cleandro, un liberto originario de Frigia, que se convirtió en el nuevo chambelán. Cleandro contrajo matrimonio con una de las múltiples amantes del emperador, Demostratia, a pesar de que, de hecho fue la mano ejecutora de Saotero. Tras los atentados contra su vida, Cómodo pasó gran parte de su tiempo fuera de Roma, principalmente en las fincas de su familia en Lanuvium. Aunque se encontraba en buena forma física, su mente se degradaba progresivamente. En esta época su principal interés era el deporte: participaba en concursos hípicos, carreras de carros, y combates con bestias y hombres. Estos se celebraban normalmente en privado, aunque en ocasiones también en público.

### Dacia y Britania
Cómodo inauguró el año 183 nombrando a Aufidio Victorino cónsul junto a él y asumió el título de Pío. Ese año la guerra estalló en Dacia: de los datos del conflicto que han llegado hasta nosotros, que son pocos y desestructurados, se deduce que en el conflicto se destacaron dos hombres que posteriormente serían dos serios pretendientes al trono, Clodio Albino y Pescenio Níger. En Britania, el gobernador de la provincia, Ulpio Marcelo, había seguido penetrando en territorio enemigo avanzando a través del Muro de Antonino (184). A pesar de ser un buen general, Marcelo fue derrocado por sus soldados debido a su excesiva rigurosidad en el cumplimiento de las normas y aclamaron como emperador a uno de sus legatus, Prisco. Prisco se negó a aceptar las pretensiones de los soldados pero a pesar de ello fue relevado de su puesto con deshonor por los legionarios de Perenio. El 15 de octubre de 184, durante los Juegos Capitolinos, un filósofo cínico denunció públicamente a Perenio ante Cómodo, sin embargo el emperador ordenó la ejecución del cínico. Según Dión Casio, aunque despiadado y ambicioso, no fue persona corrupta y, en general, el estado estuvo bien administrado. Sin embargo, al año siguiente, un destacamento de soldados de Britania (que había salido desde Italia para sofocar a los rebeldes) denunció también a Perenio ante el emperador con el argumento de que el antiguo prefecto pretendía colocar a su propio hijo en el poder. Todas estas intrigas habían sido instigadas por Cleandro, que con ellas pretendía eliminar a su rival. Tras las falsas acusaciones, Cómodo autorizó a los soldados britanos a ejecutarlo, así como a su esposa e hijos. La caída de Perenio trajo consigo una nueva oleada de ejecuciones: Aufidio Victorino se suicidó y Ulpio Marcelo fue reemplazado como gobernador de Britania por Pertinax. A Marcelo se lo llevó a Roma, donde escapó por poco de la muerte.

### Cenit de Cleandro y caída (185-190)
Entre los años 185 y 190, Cleandro procedió a concentrar el poder en sus propias manos y a enriquecerse al convertirse en responsable de todos los cargos públicos: vendió y otorgó al mejor postor la entrada al Senado, mandos militares, gobiernos de provincias e incluso consulados suffectus. El descontento se extendió por todo el Imperio, causando una gran ola de deserciones a lo largo de los ejércitos estacionados en la Galia y Germania. Pescennio Nigro empezó a reunir bajo su mando a todos los desertores de los ejércitos de Galia y se inició una revuelta a lo largo de Gran Bretaña dirigida por los ejércitos britanos. En el año 187, uno de los líderes de los rebeldes, Materno, viajó desde la Galia hasta la capital imperial con el objetivo de asesinar al emperador en los Festivales de la Gran Diosa, pero fue traicionado y ejecutado. Ese mismo año Pertinax desenmascaró una conspiración dirigida por dos enemigos de Cleandro: Lucio Antistio Burro (uno de los cuñados de Cómodo) y Cayo Arrio Antonino. Como resultado, las apariciones de Cómodo en público se tornaron más inusuales aún, y el emperador prefirió retirarse a sus fincas. Esta situación recuerda mucho a lo que sucedió cuando el emperador Tiberio se retiró a la Isla de Capri, dejando en el poder al prefecto del pretorio Sejano, un ambicioso sin escrúpulos capaz de cometer las peores acciones imaginables.
A principios de 188 Cleandro despidió al actual prefecto del pretorio, Atilio Ebuciano, y asumió él mismo el mando supremo de los pretorianos asumiendo el rango de pugione (portador de la daga) y con dos prefectos subordinados a su poder. Cleandro se encontraba en esta época en el cenit de su poder, y a pesar de haber reunido ya una gran fortuna, siguió vendiendo cargos públicos a personas privadas. El punto culminante del gobierno opresivo de Cleandro llegó en el año 190, cuando en un año se produjeron 25 consulados suffectus (entre los que se incluían al futuro emperador Septimio Severo), un récord en toda la historia del consulado.
En la primavera de 190, Roma fue afectada por la escasez de alimentos, durante la cual el praefectus annonae Papirio Dionisio, oficial al cargo del suministro de grano, logró culpar por la escasez al propio Cleandro. A finales de junio, una multitud se manifestó contra Cleandro durante una carrera de caballos en el Circo Máximo: el chambelán envió a los pretorianos para que sofocaran los disturbios, pero Pertinax, que era ahora prefecto de Roma, envió a los vigiles para que se les opusieran. Cleandro huyó buscando la protección de Cómodo, que se encontraba en Laurentium en la casa de la gens Quintilia, pero la multitud siguió pidiendo su cabeza. A instancias de su amante Marcia, Cómodo decapitó a Cleandro y ejecutó a su hijo. Otras víctimas de esta época fueron el prefecto del pretorio Julio Juliano, la tía de Cómodo, Fundania Annia Faustina, y su cuñado Mamertino. Papirio Dionisio fue ejecutado también. El emperador cambió su nombre por el de Lucius Aelius Aurelius Commodus y, a la edad de 29, se hizo cargo de las riendas del poder. A pesar de todo, su línea de gobierno se moderó un poco por consejo de su amante Marcia. Entre los nuevos nombramientos tras la caída de Cleandro se encontraban el nuevo chambelán Eclecto, y el nuevo prefecto del pretorio Quinto Emilio Leto. En esta época se llevó a cabo la liberación de muchos cristianos encarcelados en las prisiones de Sardinia, probablemente debido a que la persona que mayor influencia ejercía sobre Cómodo, Marcia, era cristiana.

### Un nuevo orden (190-192)

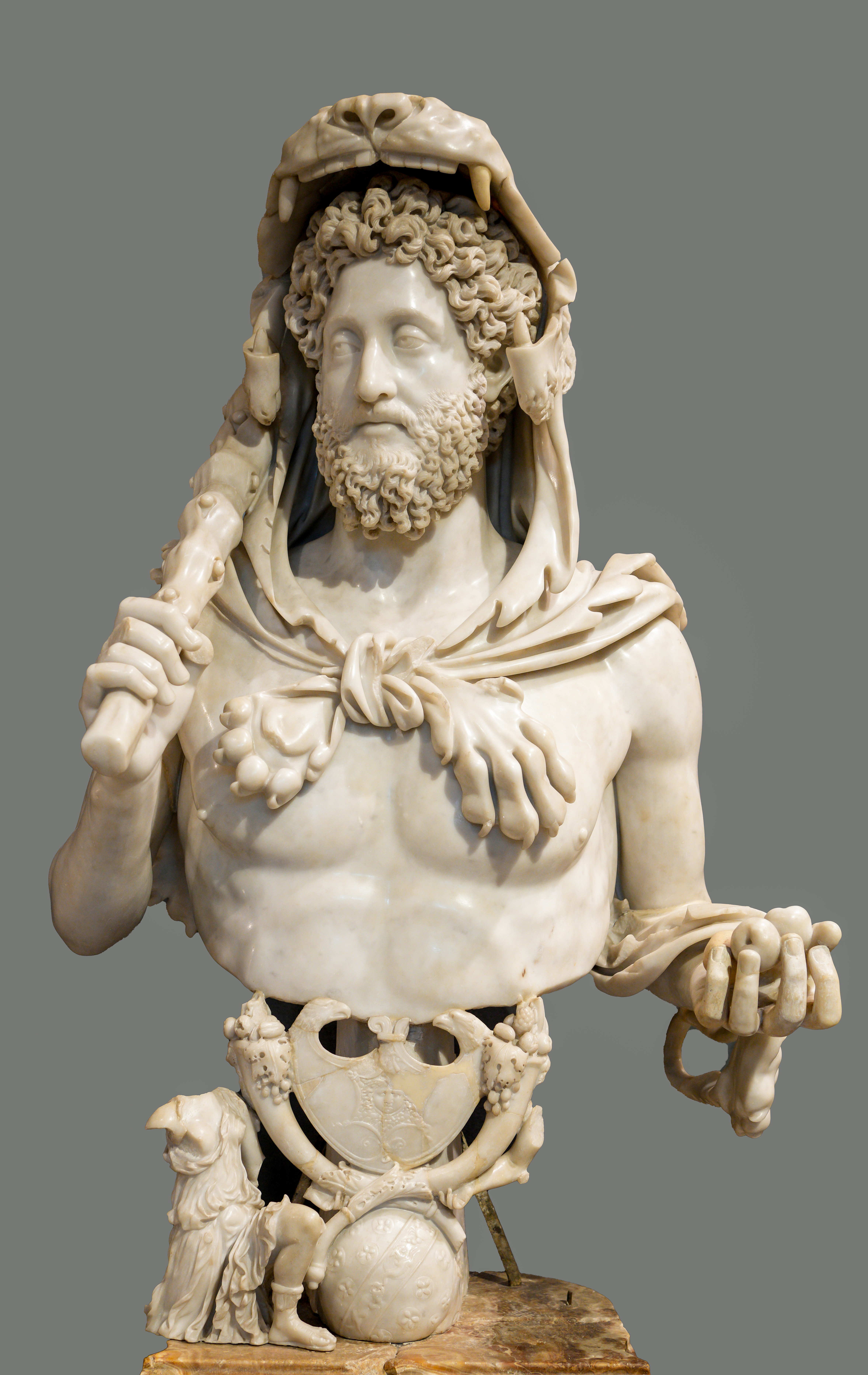
Busto de Cómodo retratado como Hércules.

Cómodo planteó durante todo su reinado una gran oposición al Senado en sus discursos públicos, poniendo de manifiesto siempre que podía su superioridad ante el arcaico cuerpo legislativo al considerarse un dios, con su misma fuerza, destreza e inteligencia. Levantó estatuas a lo largo de todo el Imperio que lo retrataban bajo la forma de Hércules, lo que reforzaba su imagen de semidiós, de físico gigantesco y de protector del pueblo romano. Además, al considerarse la encarnación de Hércules, Cómodo pretendía que se le reconociera como hijo de Júpiter, el dios supremo del panteón romano. Estas percepciones de su propio ser aumentaron las tendencias megalómanas del emperador que, lejos de congratularse de ser hijo del tan añorado emperador Marco Aurelio, hacía hincapié en él mismo, considerándose portador de un nuevo orden y tratando de reconstruir el Imperio en su propia imagen.
En el año 191 estalló un gran incendio en la ciudad de Roma que acabó con muchos edificios públicos, incluyendo el Templo de Pax, el Templo de Vesta y partes del Palacio Imperial. Tras el fuego, Cómodo vio en la destrucción de la ciudad una forma de inmortalizar su propio nombre y, a principios de 192, se proclamó ante el pueblo como el nuevo Rómulo, refundando la ciudad con el nombre de Colonia Lucia Annia Commodiana. Mediante heraldos proclamó que a partir de ese momento los meses serían renombrados con sus ahora doce nombres: Lucius, Aelius, Aurelius, Commodus, Augustus, Herculeus, Romanus, Exsuperatorius, Amazonius, Invictus, Felix, Pius. Las dementes acciones del emperador no quedaron ahí, sino que renombró a las legiones con el nombre de Commodianae, a la flota que importaba grano procedente de África con el nombre de Alexandria Commodiana Togata, al Senado con el nombre de Senatus Commodianus Fortunatus, a su palacio y los habitantes de la ciudad de Roma con el nombre de Commodianus y al día en que se promovieron estas reformas con el nombre de Dies Commodianus. Al renombrar todo esto, Cómodo se presentaba ante el mundo como la fuente de la vida y de la religión del Imperio. Ordenó que se decapitara al Coloso de Nerón y que se pusiera en el lugar su propia cabeza. A los pies del monumento se colocó un león recreando la representación tradicional de Hércules y a vista de todo el mundo una inscripción que rezaba «el único zurdo que ha conquistado a mil hombres en 12 ocasiones».

## Carácter y deterioro mental

### Motivaciones del carácter

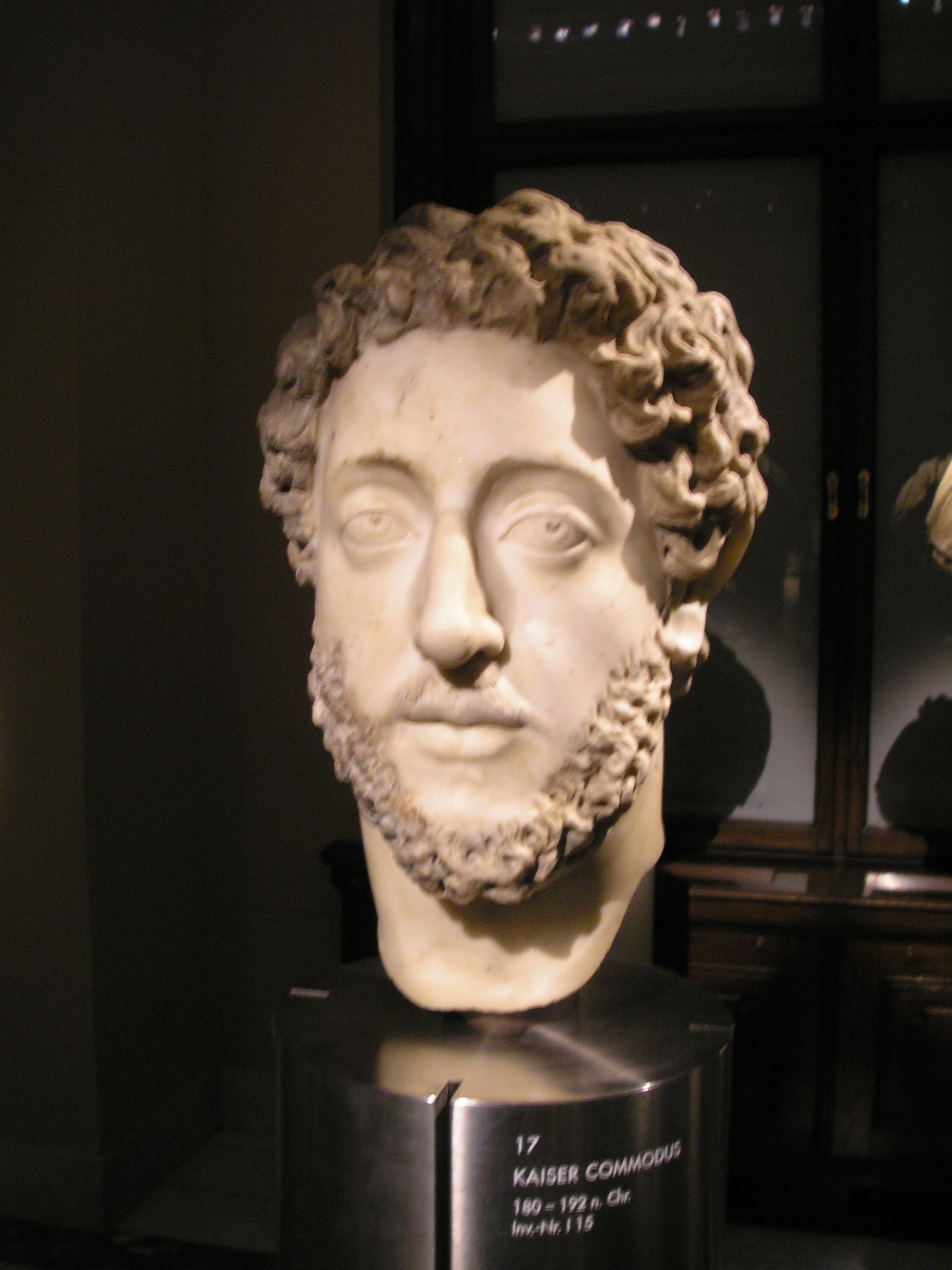
Busto de Cómodo en el Kunsthistorisches Museum de Viena. Según Herodiano el emperador era un hombre muy atractivo, bien proporcionado y provisto de un natural y rizado cabello rubio.

Dión Casio, testigo de primera mano del reinado de Cómodo e historiador, le describe así:

Cómodo no es de naturaleza malvada pero, por el contrario, es el hombre menos honesto que jamás ha vivido. Su gran simplicidad, unida a su cobardía, le han hecho ser esclavo de sus compañeros. Las malas influencias le han hecho desviarse del camino del buen hacer y, al principio por su ignorancia y al final por la creación de una segunda naturaleza, han hecho que sus actos crueles y lujuriosos se hayan convertido en un hábito.

Las acciones que se han registrado de su reinado muestran un rechazo total a la política de su padre, en especial a los consejos de sus asesores y a su austero modo de vida. Se desconoce si se trata de un rechazo psicológico hacia Marco Aurelio o al resultado de seguir sus propios caprichos. Lo más probable es que, habiendo sido criado en un ambiente de estoico ascetismo, cuando tuvo oportunidad de liberarse de sus obligaciones filosóficas lo hizo sin vacilar. Tras los repetidos intentos de asesinarle, Cómodo decidió iniciar una serie de ejecuciones sistemáticas a lo largo de toda la ciudad con el objetivo de sembrar el temor entre el pueblo. Uno de los mayores ejemplos de la demencia del emperador puede observarse cuando ordenó el exterminio de la gens Quintilii. Condiano y Máximo fueron ejecutados bajo el pretexto de que, aunque no se había demostrado su implicación en las conspiraciones en contra de la persona del emperador, la riqueza y el talento de este suscitaban su envidia haciéndolos muy peligrosos.

### Cambios de nombre
Tras la muerte de Marco Aurelio, Cómodo añadió el nombre Antonino a su nomenclatura oficial. En octubre del año 180 cambió su praenomen de Lucio a Marco, probablemente para honrar a su padre. En 182 tomó el título de Pío y en 185 el de Felix. En el año 191 decidió restaurar su praenomen, que volvió a pasar de Marco a Lucio, y añadió el nombre de la gens Aelia con el objetivo de poner de manifiesto su falsa descendencia del emperador Adriano y de su hijo Lucio Elio César, cuyo nombre original era también Cómodo. A finales de ese año se quitó el nombre de Antonino, quedando su nombre de este modo: Lucio Elio Aurelio Cómodo Augusto Hercúleo Romano Exsuperatorio Amazonio Invicto Felix Pío -el orden de alguno de estos títulos varía según la fuente-. Exsuperatorio ('Supremo') era un título que solo se daba a Júpiter y Amazonio era un nombre atribuido tradicionalmente a Hércules.
Un inscrito en el altar de Dura Europos, ciudad situada a orillas del Éufrates, muestra que las órdenes del emperador de que los meses se renombraran con sus doce nombres llegó a los rincones más lejanos del Imperio; es más, las tropas auxiliares del ejército imperial recibieron, al igual que los legionarios, el nombre de Commodiana. Cómodo por su parte asumió los dos títulos de Pacator Orbis ('Pacificador del mundo') y Dominus Noster ('Nuestro Señor'). Este último título fue utilizado por los emperadores que reinaron sobre el Imperio un siglo después que Cómodo, aunque es de él del primero que se tienen evidencias historiográficas.

### Cómodo y Hércules
Alejado de las inclinaciones filosóficas de su padre, y a pesar de haber sido educado en un ambiente intelectual y no militar, Cómodo mostró durante toda su vida un gran orgullo por su físico. Todas las fuentes antiguas dictaminan que era hombre muy bien parecido y que por ello ordenó que se erigieran estatuas suyas vestidas de Hércules por todo el Imperio. Creía realmente que era la reencarnación del semidiós hijo de Júpiter y por ello trató de emular sus hazañas realizando apariciones en la arena en las que se enfrentó a diversos animales salvajes. El emperador era zurdo y estaba orgulloso de ello. Dión Casio y los autores de la Historia Augusta escriben que era un experto arquero, capaz de abatir a soldados enemigos a galope y sin errar un tiro. En una de sus apariciones en la arena del anfiteatro se enfrentó a una pantera a la que venció en combate singular.

### Cómodo el gladiador
Cómodo tenía pasión por los espectáculos de gladiadores, lo que lo llevó a participar en algunos vistiéndose como los mismos combatientes. Este comportamiento era considerado por el pueblo romano como indigno de un emperador. Se llegó incluso a rumorear entre el pueblo que Cómodo no era hijo de Marco Aurelio, sino de un gladiador que su madre Faustina había tomado durante unas vacaciones en la costa de Caieta. Cómodo siempre ganó sus combates en la arena y ningún gladiador fue capaz de derrotarlo en combate, llegando a registrarse más de 700 combates con Cómodo presente, aunque se debe decir que era probable que combatiera con mejores armas que las que usaban los gladiadores o que estos eran drogados antes de entrar a la arena. Cada aparición del emperador en la arena suponía un gasto de un millón de sestercios para el Estado, lo que arruinó la economía romana que tan sabiamente había sido gestionada durante el reinado de los emperadores de la dinastía Antonina.

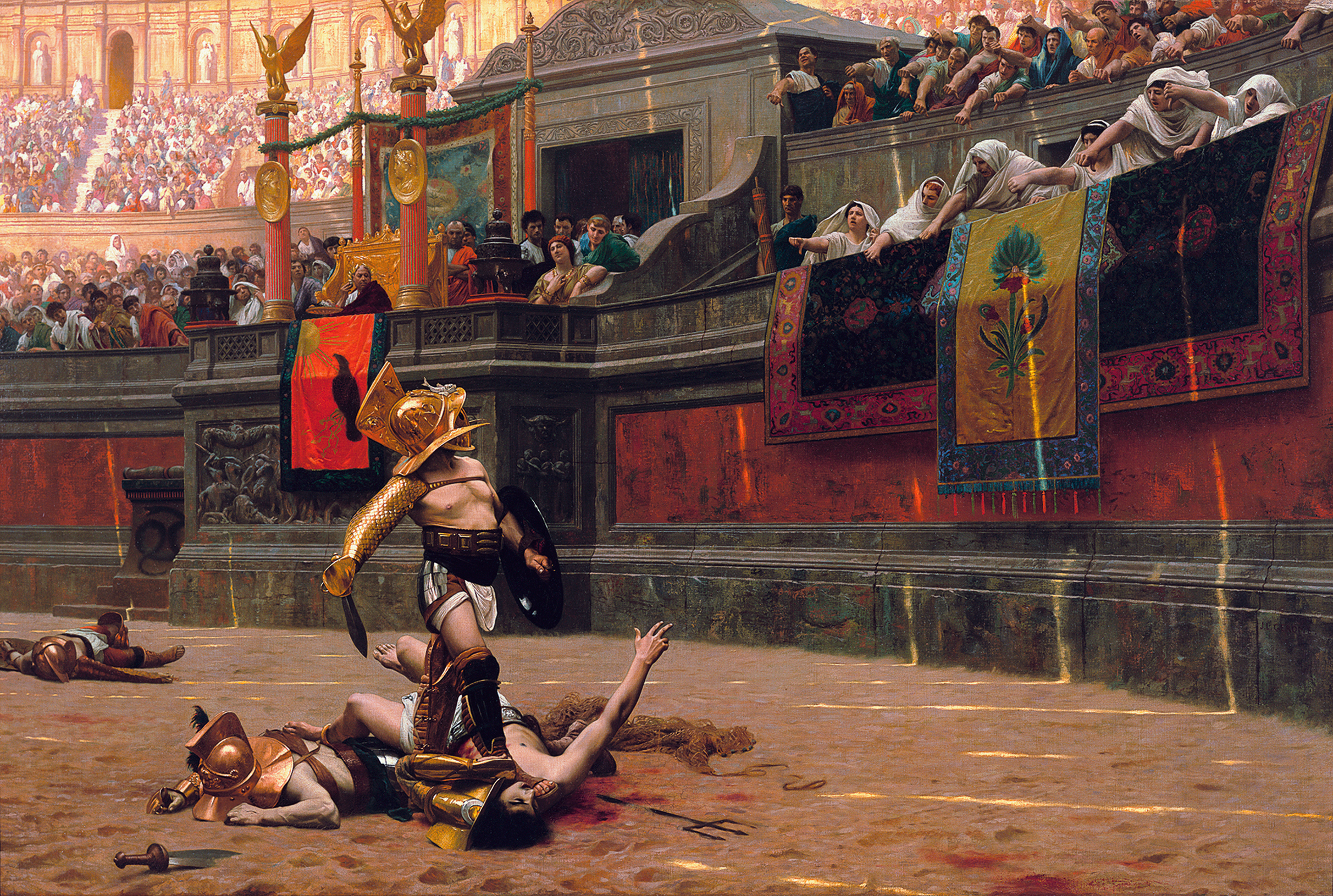
Durante su reinado, Cómodo ofreció ostentosos espectáculos al pueblo romano.

Cómodo suscitaba la ira de muchos oficiales militares cuando hacía su aparición en la arena como Hércules. A menudo, el emperador ordenaba que los soldados que habían perdido algunos de sus miembros durante la guerra fueran maniatados y amordazados y se los colocara en el centro del anfiteatro, donde los asesinaba con una espada. Lo mismo ocurría con los ciudadanos de Roma que perdían sus pies debido a accidentes. Todos estos actos contribuirían finalmente a su ejecución.

## Final del reinado (192)
A finales del año 192, un devastador incendio destrozó una gran cantidad de edificios públicos, como el Templo de Pax, el Templo de Vesta y gran parte del palacio imperial. En noviembre de ese año organizó la celebración de los Juegos Plebeyos, en los que participó disparando diariamente cientos de flechas a los animales y combatiendo contra hombres moribundos. En diciembre anunció para espanto del pueblo romano que iniciaría el año 193 como cónsul y como gladiador.
Llegados a este punto, el prefecto Leto decidió organizar una conspiración con Eclecto con el objetivo de eliminar del trono a Cómodo y reemplazarlo por Pertinax. Para ello, los conspiradores se ganaron la confianza de su concubina Marcia. El 31 de diciembre de 192 Marcia envenenó la comida del emperador, pero este vomitó el veneno y fue a darse un baño. Los conspiradores, temiendo la venganza de Cómodo si los descubría, enviaron al liberto Narciso a estrangularlo en la bañera. El liberto cumplió satisfactoriamente su cometido y al día siguiente de su muerte el Senado declaró a Cómodo enemigo público, decretando contra él una damnatio memoriae. La muerte de Cómodo trajo consigo la restauración del nombre de todos los cuerpos públicos a los que el emperador había denigrado. Todas sus estatuas fueron derribadas y su nombre se eliminó de todos los registros públicos. Su cuerpo fue enterrado en el Mausoleo de Adriano. Sin embargo, a pesar de la oposición, en el año 195 el emperador Septimio Severo decidió tratar de vincularse ficticiamente con la prestigiosa familia de Marco Aurelio rehabilitando la memoria de Cómodo, al que declaró su hermano, y obligó al Senado a decretar su restitutio memoriae y de nuevo su deificación, por lo que volvió a ser llamado Divus Commodus.
El asesinato de Cómodo arrojó al Imperio a una segunda guerra civil mucho más sangrienta que el «año de los cuatro emperadores». Este conflicto, conocido con el nombre del «año de los cinco emperadores», costó la vida a cuatro de ellos, entre los que están Cómodo y su sucesor Pertinax. Su fallecimiento marcó el fin de la dinastía Antonina.

## Cómodo en la cultura popular

### Cómodo como personaje cinematográfico
- En la película La caída del Imperio romano (1964), Cómodo es representado por Christopher Plummer.
- En la película Gladiator (2000), Cómodo es representado por Joaquín Phoenix, quien fue nominado al Óscar por mejor actor de reparto por su actuación.
- En la serie documental ROMA: Imperio de sangre (2016), Cómodo es representado por Aaron Jakubenko.

En las películas mencionadas, Cómodo muere durante un combate de gladiadores, pero eso no concuerda con los hechos históricos. Además, tampoco asesinó a su padre, como sucede en la película Gladiator.

### Cómodo como personaje de videojuegos
- En el videojuego Colosseum Road to Freedom y también su expansión Gladiator Road to Freedom Remix de PlayStation 2, Cómodo es uno de los personajes principales por los cuales gira la historia del juego, Cómodo es el Emperador de Roma en el año 192 en donde el jugador lo encuentra en el Coliseo como espectador de los combates, lucha contra él en la arena como reencarnación del Dios romano Hércules cuando adquiere cierta fama, y puede o no debilitarlo en un combate planificado para su futuro estrangulamiento (la conspiración que acabaría con su vida).
- En el videojuego Gladiator Begins de PSP, el futuro joven Emperador "contrata" al jugador cuando este se gana la admiración de toda Roma para que sea su guardaespaldas, además de confiarle ciertas misiones como matar a sus enemigos para lograr el ascenso al poder. Cuando el jugador logra cumplir con todos sus pedidos lo nombra Prefecto del pretorio si desea seguir siendo leal a él (lo designa capitán de la Guardia pretoriana), o también puede elegir comenzar una nueva vida lejos de la esclavitud si se niega a ayudarlo.
- En el videojuego Ryse: Son of Rome Cómodo aparece como hijo del emperador Nerón y es un jefe final. También aparece como personaje jugable mediante un DLC en el modo "Gladiador".

## Cronología
- 161:
  - Cómodo nace en Lanuvium. Séptimo hijo del emperador Marco Aurelio (121-180).
- 165:
  - Muerte del hermano mayor de Cómodo, Tito Aurelio Fulvo Antonino.
- 166:
  - Cómodo y su hermano Marco Annio Vero son nombrados Césares.
- 172:
  - Se une al estado mayor de su padre en Carnuntum.
  - Recibe el título de Germanicus.
- 175:
  - Ingresa en el Colegio de Pontífices iniciando así su carrera pública en Roma.
  - Avidio Casio se rebela en Siria.
  - Asume a orillas del Danubio la toga virilis.
- 176:
  - Cómodo y Marco Aurelio regresan a Roma tras su gira por las provincias orientales.
  - Obtiene el rango de Imperator.
- 177:
  - Marco Aurelio le otorga el título de Augusto.
  - Obtiene su primer consulado a la edad de 15 años.
- 178:
  - Marcha de nuevo junto a su padre a tierras del Danubio.
- 180:
  - Muerte de Marco Aurelio, Cómodo es nombrado emperador a los 19 años.
  - Celebra un triunfo conmemorando el acuerdo de paz al que había llegado con los germanos.
- 182:
  - Primera crisis del reinado de Cómodo, su hermana Annia Aurelia Galeria Lucila conspira para derrocarle.
- 183:
  - Estalla la guerra en Dacia.
  - Sufre un intento de asesinato. La conspiración señala a su hermana Galeria Lucila.
- 184:
  - El gobernador de la provincia de Britania, Ulpio Marcelo, penetra en territorio hostil.
  - Durante los Juegos Capitolinos, un filósofo cínico denuncia ante el pueblo romano al chambelán de Cómodo, Aurelio Cleandro.
- 185:
  - Manda ejecutar a Tigidio Perenio y deja el gobierno en manos de Aurelio Cleandro.
- 187:
  - El conspirador Materno trata de asesinar a Cómodo durante los Festivales de la Gran Diosa.
  - La emperatriz Brutia Crispina es acusada de adulterio y conspiración y exiliada a Capri. Cómodo la manda asesinar como hizo con Galeria Lucila.
- 188:
  - Cleandro asume el control completo de la Guardia Pretoriana.
- 189:
  - Mediante sobornos a Cleandro 25 hombres compran un consulado suffectus.
  - Papirio Dionisio acusa a Cleandro de malversación.
  - A raíz de la peste y la escasez de cereales, una revuelta popular pide la cabeza de Cleandro. Cómodo lo manda matar y le sustituye por Eclecto.
- 190:
  - Rebautiza la ciudad de Roma con el nombre de Colonia Lucía Annia Commodiana.
- 191:
  - Estalla en Roma un gran incendio que Cómodo aprovecha para tratar de refundar la ciudad.
- 192:
  - Se proclama ante el pueblo como la reencarnación de Rómulo.
  - La noche del 31 de diciembre Cómodo es estrangulado por su liberto Narciso. Previamente Marcia, la amante del emperador, había tratado de envenenarle.

### Distintos nombres a lo largo de su vida
- 161
  - Lucio•Aurelio•Cómodo, nombre de nacimiento.

- 166
  - Lucio•Aurelio•Cómodo•César, al ser nombrado heredero al trono.

- 172
  - Lucio•Aurelio•Cómodo•César•Germánico, este último usado junto con su padre.

- 175
  - Lucio•Aurelio•Cómodo•César•Germánico•Sarmántico, al igual que el anterior.

- 177
  - Imperator•César•Lucio•Aurelio•Cómodo•Augusto•Germánico•Sarmántico, cuando es asociado con su padre al trono.

- 180
  - Imperator•César•Marco•Aurelio•Cómodo•Augusto•Germánico•Sarmántico, al convertirse en emperador único.

- 182
  - Imperator•César•Marco•Aurelio•Cómodo•Augusto•Pío•Sarmántico•Germánico•Máximo, coge el título de Germánico Máximo (año de la conjura de Lucila).

- 184
  - Imperator•César•Marco•Aurelio•Cómodo•Augusto•Pío•Sarmántico•Germánico•Máximo•Británico, coge el nombre Británico.

- 185
  - Imperator•César•Marco•Aurelio•Cómodo•Augusto•Pío•Félix•Sarmántico•Germánico•Máximo•Británico, coge el título de Félix.

- 191
  - Imperator•César•Lucio•Elio•Aurelio•Cómodo•Augusto•Pío•Félix•Sarmántico•Germánico•Máximo•Británico.

- 192
  - Imperator•César•Lucio•Elio•Aurelio•Cómodo•Augusto•Pío•Félix•Sarmántico•Germánico•Máximo•Británico, Hércules•Romano, Pontífice•Máximo, Tribunicio•Poder•XVIII, Imperator•VIII, Cónsul•VII, Padre•Patria, nombre definitivo.